# Дебарско језеро
Дебарско језеро (мкд. Дебарско езеро) је језеро у Северној Македонији. Ово је вештачка акомулација која се налази у западном делу државе, на реци Црни Дрим. У близини језера налази се град Дебар.
У периоду од 1966. до 1968. године код града Дебра је подигнута је брана висине 102 метара и створено је ово језеро. Дебарско језеро је најбогатије водом од свих вештачких акомулација у Македонији. Језеро има око 520 милиона  воде и од њега се вода помоћним тунелима води до хидроцентрале Шпиље.